# ملحق بنات (مسلسل)
ملحق بنات، مسلسل إنتاج السعودية عرض في رمضان 2012 واجه المسلسل حملة انتقاد بعد عرض أول حلقة على قناة دبي

## قصة
تدور قصة حول 5 فتيات يسكن في الرياض لكل منهن قصة تروي تفاصيلها ورغم تفاوت مستواهن الطبقي فتجمعهم صداقة قوية ويسكن الفتيات في ملحقا خاصا بهن في منزل أغنى واحدة فيهن

### ضيوف الحلقات
- لطيفة المجرن
- بدرية أحمد
- بروين
- سميرة عابد